# Liste des plus hautes constructions de Gênes
Cet article concerne une liste des plus hautes constructions de Gênes en Italie.
Gênes a été parmi les premières villes européenne à construire des gratte-ciel, avec la construction en 1940 de la tour Piacentini[réf. souhaitée]. Dès les années 1990, beaucoup de nouveaux gratte-ciel ont été bâtis, surtout dans le quartier de San Benigno.

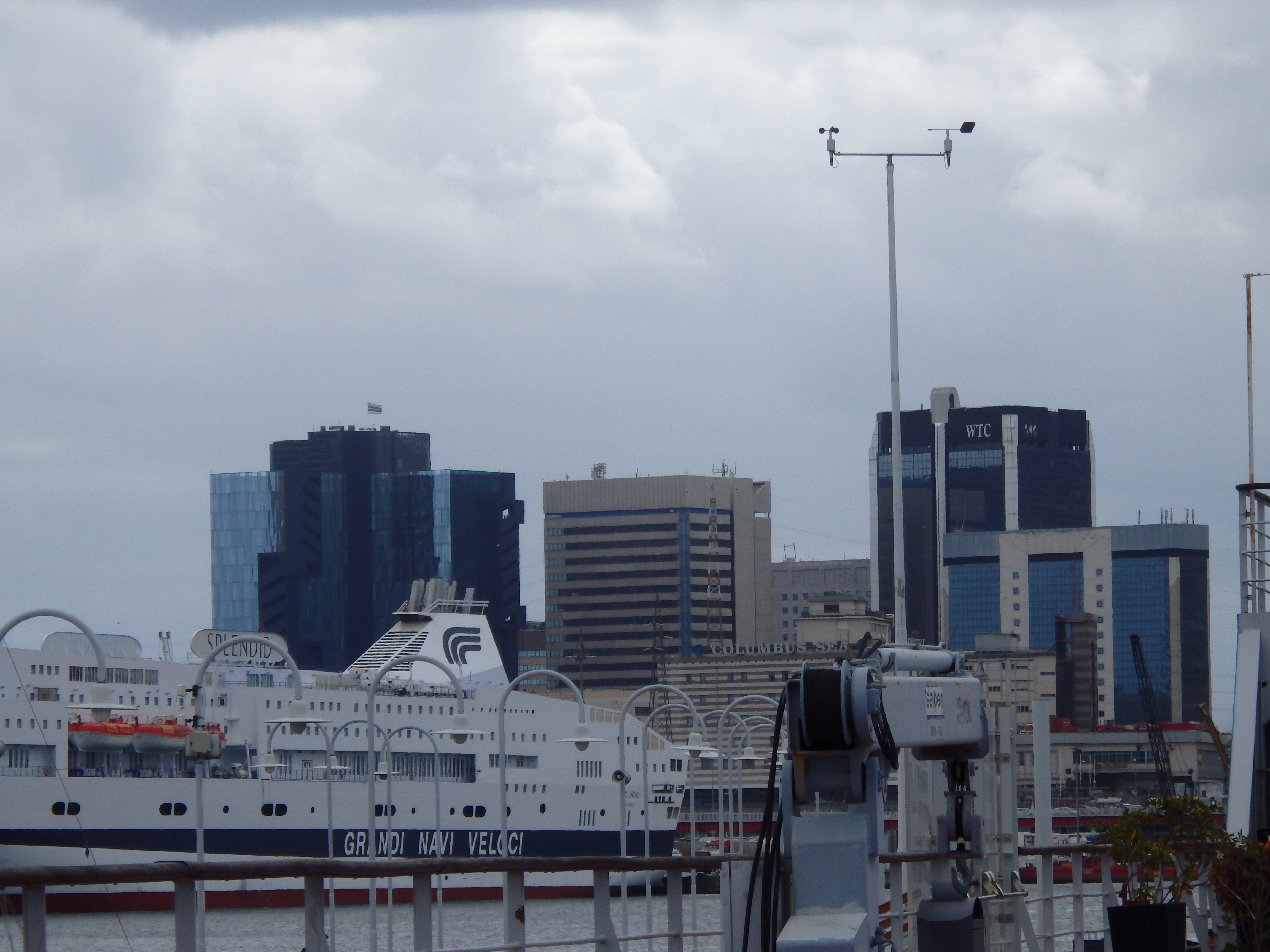
Vue du quartier San Benigno

En août 2022 la liste des 9 immeubles les plus hauts d'après Emporis est la suivante :
| Rang | Nom                   | Hauteur | Étages | Année |
| ---- | --------------------- | ------- | ------ | ----- |
| 1    | Matitone              | 109 m   | 26     | 1992  |
| 2    | Tour Piacentini       | 108 m   | 31     | 1940  |
| 3    | Torre San Vincenzo    | 105 m   | 23     | 1967  |
| 4    | World Trade Center    | 102 m   | 25     | 1992  |
| 5    | Tour MSC              | 100 m   | 23     | 2014  |
| 6    | Torre Cantore         | 92 m    | 21     | 1968  |
| 7    | Torre Sampierdarena 1 | 90 m    | 23     | 1962  |
| 8    | Corte Lambruschini    | 87 m    | 20     | 1990  |
| 9    | Tour Shipping         | 85 m    | 21     | 1993  |